# XXXII secolo a.C.
Il XXXII secolo a.C. (trentaduesimo secolo avanti Cristo) è il secolo che inizia nell'anno 3200 a.C. e termina nell'anno 3101 a.C. incluso.

## Antico Egitto
- c. 3200 a.C.
  - Termina il periodo Naqada II ed inizia il periodo Naqada III (fino al 3000 a.C. ) del Periodo predinastico dell'Egitto
  - A questo periodo si ritiene che risalga la prima mummia egiziana mai conosciuta, soprannominata Ginger
- c. 3150 a.C.
  - Inizio del Periodo arcaico dell'Egitto
  - Narmer primo Faraone - I Dinastia: Unione fra i due regni del Basso Egitto e dell'Alto Egitto - Tanis Capitale ?
- c. 3125 a.C.: Antico Egitto: Aha (3125-3100 a.C. ca.), secondo faraone della I Dinastia (secondo Grimal).

## Nubia
- c. 3200 a.C.: Prime forme di sviluppo di una società organizzata - Vassalli dell'Alto Egitto fino al 2600 a.C.

## Mesopotamia
- c. 3200 a.C.: Periodo di Uruk II o Tardo Uruk o Protoliterate B (fino al 3100 a.C.)

## Grecia
- c. 3200 a.C. - Periodo (I) Protocicladico nelle isole dell'Egeo

## Europa
- c. 3200 a.C.
  - Romania, Moldavia, Ucraina: Media cultura di Cucuteni (3200 a.C. - 2600 a.C.).
  - Polonia, Russia, Bielorussia, Ucraina settentrionale: Cultura della ceramica cordata (Cultura del medio Dnjepr e di Fatyanovo-Balanovo) fino al 2300 a.C.

## Africa
- c. 3200 a.C. - La regione del Sahara comincia a assumere l'aspetto attuale, da ecosistema del tipo savana si trasforma in deserto non abitabile.

## Americhe
- 3114 a.C. (11 agosto) - Inizia la passata era del calendario maya, finita il 21 dicembre 2012.

## India
- c. 3102 a.C. - Secondo la tradizione indù, a questa data dovrebbe risalire la mitica Guerra di Kuruksetra narrata nel Mahābhārata, oltre che la morte fisica di Krishna. Quest'ultimo evento - sempre secondo la medesima tradizione - segna la fine del Dvapara Yuga, la terza era del mondo, e l'inizio del Kali Yuga, l'era attuale (secondo Sri Yukteswar essa sarebbe terminata nel 1700 d.C. Dopo un periodo di transizione detto Dvāpara Sandhi, nel 1899 d.C., secondo il medesimo autore, sarebbe iniziata la successiva era del Dvapara Yuga).

## Innovazioni, scoperte, opere

### Mesopotamia
- Scrittura
  - I Sumeri inventano il primo tipo di scrittura
  - Comparsa della scrittura cuneiforme
  - sigilli cilindrici
- Architettura ed arte
  - Edifici sacri
  - Monumenti
  - Navate
  - Glittica
  - avvio Urbanizzazione
- Società
  - Prime forme di Stato
  - Irrigazioni
  - ampia gamma di colture
  - specializzazione nel lavoro
  - organizzazione distributiva dei vertici comunitari
  - venerazione del Capo